# V. J. Edgecombe
Valdez "V. J." Edgecombe Jr. (Bimini, 30 de julio de 2005) es un baloncestista bahameño que pertenece a la plantilla de los Philadelphia 76ers de la NBA. Con 1,96 m de estatura, juega en la posición de escolta.

## Trayectoria deportiva

### Primeros años
Nacido en Bimini el 30 de julio de 2005, emigró a los Estados Unidos cuando estaba en noveno grado y originalmente se estableció en Florida. Asistió al Victory International Institute en West Palm Beach durante dos años antes de transferirse a Long Island Lutheran Middle and High School en Brookville, Nueva York, como estudiante interno. En su último año promedió 17,3 puntos, 6,0 rebotes, 4,0 asistencias y 2,3 robos por partido, liderando a los Crusaders a un récord de 21-5. Durante su último año, fue seleccionado para jugar en el McDonald's All-American Game de 2024, además de jugar también el Jordan Brand Classic y el Nike Hoop Summit.

### Universidad
Jugó una temporada con los Bears de la Universidad Baylor, en la que promedió 15,0 puntos, 5,6 rebotes, 3,2 asistencias y 2,4 robos de balón por partido. fue elegido novato del año de la Big 12 Conference e incluido en el segundo mejor quinteto de la conferencia.

#### Estadísticas
| Año     | Equipo | PJ | PT | MPP  | %TC  | %3P  | %TL  | RPP | APP | ROB | TPP | PPP  |
| ------- | ------ | -- | -- | ---- | ---- | ---- | ---- | --- | --- | --- | --- | ---- |
| 2024–25 | Baylor | 33 | 33 | 32.7 | .436 | .340 | .782 | 5.6 | 3.2 | 2.1 | .6  | 15.0 |
| Total   | Total  | 33 | 33 | 32.7 | .436 | .340 | .782 | 5.6 | 3.2 | 2.1 | .6  | 15.0 |

### Profesional
El 25 de junio de 2025 fue elegido en la tercera posición del Draft de la NBA de 2025 por los Philadelphia 76ers.

### Selección nacional
Es internacional con la selección de baloncesto de Bahamas, con la que jugó el Torneo Preolímpico FIBA 2024 de clasificación para los Juegos Olímpicos de París de ese mismo año.